# Фрешо, Тибор
Тибор Фрешо (словац. Tibor Frešo; 20 ноября 1918, Спишски-Штьявник — 7 июля 1987, Пьештяни) — словацкий дирижёр и композитор.

## Биография
В 1934—1940 годах обучался в Академии музыки и драмы в Братиславе по классам композиции, дирижирования и фортепиано, в 1939—1942 годах продолжал обучение в Национальной академии Санта-Чечилия в Риме по классам дирижирования у Бернардино Молинари и композиции у Ильдебрандо Пиццетти. В 1942—1949 годах работал дирижёром в Словацком национальном театре, в 1949—1952 годах возглавлял оперный театр в Кошице, в 1952—1953 годах — Словацкий филармонический оркестр. С 1953 года до своей кончины Тибор Фрешо был главным дирижёром и художественным руководителем Словацкого национального театра.
Среди его сочинений — оперы «Мартин и солнце» (1973) и «Франсуа Вийон» (1983), балеты, ряд оркестровых и камерных произведений, кантаты.